# Sport u Africi
Sport u Africi je važan deo afričke kulture. Fudbal je najpopularniji sport u gotovo svim afričkim državama, a Južnoafrička Republika je 2010. godine, postala prva afrička država koja je bila domaćin svetskog prvenstva u fudbalu.
Neke afričke države, poput Kanije i Etiopije, veoma su dominantne u trčanju na velike daljine, dok su države na severu kontinenta poput Alžira, Tunisa i Egipta dominantne u rukometu. Ragbi i golf prilično su popularni u nekoliko afrički država a naročito u Južnoafričkoj Republici.

## Sportska infrastruktura
I ako je veoma bogata prirodnim resursima, Afrika je ostala svetska najsiromašniji i najnerazvijeniji kontinent. Takvo ekonomsko stanje odražava se i na sportsku infrastrukturu koja je veoma oskudna i nerazvijena. Nešto bolje uslove ima Južnoafrička Republika koja je zahvaljujući organizaciji XIX po redu svetskog prvenstva u fudbalu obnovila i izgradila mnogobrojne sportske objekte.

## Timski sportovi

### Košarka
Košarka je veoma popularan sport širom kontinenta. Zapažene rezultate imaju timovi iz Nigerije, Tunisa, Senegala, Obale Slonovače, Angole i Kamerona.ref>„NBA shoots for African basketball stars, courts new fan base - CNN.com”. Edition.cnn.com. Приступљено 18. 7. 2016.</ref>
Nigerijski košarkaš Hakim Olajdžuvon smatra se za jednim od najboljih stranih igrača u istoriji NBA lige i začetnikom razvoja i popularizacije u Africi. On je sa američkim klubom Hjuston roketsi dva puta učestvovao u finalu NBA. 
Košarka u Africi organizuju se pod pokroviteljstvom FIBA Afrika. Najpoznatije košarkaško takmičenje u kontinentalnom prvenstvu afričkih klubova je FIBA AfroBasket, odnosno Afričko prvenstvo u košarci. Takmičenje je prvi put organizovano 1962. godine u Kairu u Ujedinjenoj Arapskoj Republici. Najviše medalja osvojile su reprezentacije Angole i Egipta, po 17 (do 2020. godine) a najviše zlatnih medalja, njih 11 odneo je tim iz Angole. Nacionalna košarkaška asocijacija svake godine ulaže milione kako bi popularizovala i unapredila košarku u Africi. 

### Kriket
Kriket je popularni letnji sport u Velikoj Britaniji, čija se popularnost proširila na bivšim teritorijama Britanske imperije. Tokom XX veka postao je popularan u Južnoafričkoj Republici, Zimbabveu, Keniji i Nambiji.  U periodu od 1970, go 1992. godine kriket je bio zabranjen u Južnoafričkoj Republici kao deo sportskog bojkota u periodu aperthejda.

### Fudbal
Fudbal je najpopularniji sport u gotovo svim afričkim državama. Njegova popularnost počela je 1860-ih godina kada su evropski kolonizatori doveli ovaj sport na tlo Afrike. Timovi afričkih klubova takmiče se u KAF Ligi šampiona i KAF konfederacijskom kupu. Afrički nacionalni timovi takmiče se u Kupu nacija Afrike a lokalni timovi u Prvenstvu afričkih nacija. Tokom 1970-ih godina, počela je popularizacija fudbala među ženama, i ženski timovi imali su velike izazove u svom razvoju.

### Hokej na ledu
Mnogobrojna zatvorena klizališta u Africi koriste se za igranje hokeja na ledu. Ljubitelji ovog sporta formirali su nacionalne timove u nekoliko zemalja. Godine 2009. bilo je planirano održavanje Afričkog nacionalnog kupa u hokeju na ledu.
 Takmičenje je trebalo da se održi od 19. do 26. septembra 2009. godine u Južnoafričkoj Republici na klizalištu u dvorani Festival Shopping Centre u okviru Kempton parka. Pored zemlje domaćina, svoje učešće na ovom takmičenju potvrdili su i timovi iz Maroka i Alžira. Međutim, turnir je otkazan zbog malog odziva država i timova.
Godine 2014. egipatski igrači iz hokejaškog tima Anibus pokrenuli su organizaciju prvog Afričkog kupa. Prvo takmičenje održano je u periodu od 24. do 31. juna 2016. godine u Rabatu u Maroku. Na Kupu je učestvovalo šest timova iz Egipta, Maroka, Tunisa i Alžira. Timovi iz Kenije, Libije i Južnoafričke republike nisu se odazvali pozivu. Prvi pehar Afričkog kupa u hokeju na ledu otišao je u ruke timu iz Tunisa. 

### Ragbi
Ragbi je veoma popularan sport u Africi. Južnoafrička Republika je tri puta osvajala svetski šampionat i to 1995, 1997 i 2019. godine, a značajne rezultate zabeležili su timovi iz Maroka, Namibije, Zimbabvea i Obale Slonovače. Glavno takmičenje na kontinentu je Kup Afrike, osnovan 2000. godine, na kojem učestvuju timovi iz pre lige. Drugoligaši učestvuju na ADT turniru (African Development Trophy). Na prestižnom međunarodnom junior ragbi takmičenju, Kupu četiri nacije, takmiči se samo južnoafrička ragbi reprezentacija.

### Ostali timski sportovi
U severnoafričkim državama veliku popularnost imaju rukomet i odbojka. Ostali timski sportovi kao što su vaterpolo, hokej na rolerima i hokej na terenu popularni su na istoku i jugu Afrike. 

## Individualni sportovi
Individualni sportovi su veoma zastupljeni u Africi. U Africi se svake četiri godine organizuju Afričke igre, multisportsko takmičenje, pod pokroviteljstvom Afričke unije, Asocijacije Nacionalnih olimpijskih komiteta i Asocijacije Afričkih sportskih konfederacija. Prve Igre su organizovane 1965. godine u Brazavilu u Republici Kongo. 

### Atletika
Atletika je jedno od glavnih pojedinačnih sportova u Africi. Ova sportska disciplina postala je deo Afričkih igara 1965- godine. Prvenstvo Afrike u atletici se od 1979. godine organizuje svake godine. Prvi Afrički kros održan je 1985. godine, dok se kontinentalno nadmetanje u planinskom trčanju organizuje od 2009. godine. 
Afričke države bile su nekoliko puta domaćin Svetskog prvenstva u krosu u organizaciji Međunarodne asocijacije atletskih federacija. Od  2008. godine Rabat u Maroku je domaćin Međunarodnog atletskog mitinga Muhamed VI. Najpre je bio u kategorijama IAAF Gran prija i IAAF Svetskog čelendža, a od 2016. je jedan od 14. mitinga Dijamantske lige. Maraton u Kejptaunu je 2014. godine postao deo IAAF Silver Label događaja a 2017. IAAF Gold Label događaja. 
Od 1960-ih godina, na Letnjim olimpijskim igrama dominiraju atletičari iz Kenije i Etiopije, koji se posebno ističu u trčanju na dugim i srednjim stazama.

## Literatura
- Bogopa, D. (2001). „Sports Development: Obstacles and solutions in South Africa”. In The African Anthropologist. 8 (1).
- Chiweshe, M. K. (2014). “The problem with African Football:Corruption, and the (under)development of the game on the continent”.  In African Sports Law and Business Bulletin/2014.
- Keim, M. and de Coning, C. (ed.) (2014).Sports and Development Policy in Africa: Results of a Collaborate Study of Selected Country Cases. Cape Town: Interdisciplinary Centre of Excellence for Sports Science and Development (ICESSD), University of Western Cape.
- Mwisukha, A. and Mabagala, S. (2011). „Governance challenges in sports in East Africa”. 20191017170520. Архивирано из оригинала 17. 10. 2019. г. Приступљено 19. 06. 2020. Проверите вредност парамет(а)ра за датум: |date= (помоћ). Unpublished paper presented at the international conference of the African Sports Management Association held on 2–4 December 2011, Kampala, Uganda. Available from
- Pannenborg, A. (2010): “Football in Africa: Observations about political, financial, cultural and religious influences”, NCDO Publication Series Sports& Development.
- Steiner, A (2008) “Challenges of sports development in Ghana”, 27 October 2008. Available from https://www.modernghana.com/news/188252/challenges-of-sports-development-in-ghana.html.